# Paranthrene meeki
Paranthrene meeki is een vlinder uit de familie wespvlinders (Sesiidae), onderfamilie Sesiinae.
De wetenschappelijke naam van de soort is voor het eerst geldig gepubliceerd door Druce in 1898. De soort komt voor in het Oriëntaals gebied.